# Movimiento político
Movimiento político es el movimiento social que opera en el área política. Puede organizarse a través de un solo asunto o conjunto de asuntos, o de un conjunto de preocupaciones compartidas por un grupo social. En contraste con un partido político, un movimiento político no se organiza para que miembros del movimiento sean elegidos para instituciones de poder político, sino que anima a convencer, a los ciudadanos y al gobierno para que emprendan acciones en torno a los asuntos y preocupaciones que son el foco del movimiento. Los movimientos políticos son expresión de la lucha por el espacio político y sus beneficios.  Se organizan como grupos no estatales dirigidos por sus propias normas. El proceso de construcción de identidad y su fortalecimiento es parte esencial de los movimientos políticos y sociales. 
Un movimiento político puede tener una dimensión local, regional, nacional, o internacional. Algunos han intentado cambiar políticas de gobierno, como el movimiento pacifista, el ecologismo y la antiglobalización. Muchos han intentado establecer o aumentar los derechos de grupos subordinados, como el abolicionismo, el sufragismo, el movimiento por los derechos civiles, el feminismo, el movimiento por los derechos de las personas del colectivo LGTB, las personas con diversidad funcional, o el genérico movimiento por los derechos humanos. Algunos representan intereses de clase, como el movimiento obrero, que incluye al socialismo, el comunismo o el anarquismo; otros aspiraciones nacionalistas, o los movimientos anticolonialistas; o implicar la lucha por la centralización o descentralización del control estatal.
Algunos activistas o estudiosos del fenómeno ven en la lucha contra la globalización la emergencia de un nuevo tipo de movimiento político que es global y sistémico, no meramente internacional o enfocado en un solo asunto; denominándolo movimiento antiglobalización o movimiento ciudadano global. Se debate si ya se ha manifestado o está todavía en estado latente.

## Identificación de apoyos
Dificulta el estudio de estos movimientos el que en la mayor parte de ellos, ni sus componentes ni sus oponentes apliquen denominaciones o definiciones consistentes para describirlos o identificarlos. A menos que un líder lo haga, o que se establezca un sistema formal de afiliación, los activistas usan diversas denominaciones o descripciones que obliga a los estudiosos a discernir cuándo se están refiriendo a la misma idea o a similares, declaran metas similares, adoptan similares programas de acción y usan métodos similares. Puede haber grandes diferencias en la forma de hacer cada una de esas cosas, para reconocer quién sí y quien no es miembro o qué grupo es aliado.
- Integrantes del movimiento (insiders): Suelen exagerar el nivel de apoyo considerando integrantes también a los que sólo tienen un nivel de actividad o apoyo muy débil, pero también rechazan a aquellos que los ajenos pueden considerar integrantes cuando desacreditan su causa, pudiéndolos ver incluso como adversarios.

- Ajenos al movimiento (outsiders): Los no integrantes, pero que pueden tender tanto a sobrestimar el nivel de apoyo o actividad de los elementos integrantes de un movimiento, incluyendo o excluyendo a los que los integrantes excluirían o incluirían.

Suelen ser los ajenos más que los integrantes los que aplican etiquetas a un movimiento, etiquetas que los integrantes pueden o no adoptar para autoidentificarse. Por ejemplo, la denominación levellers (niveladores) para un movimiento de la Revolución inglesa del siglo XVII fue originada en sus antagonistas, como uso peyorativo. Más tarde, sus seguidores e incluso sus líderes adoptaron el término, y es por el que han pasado a la historia. 
Debe tomarse con precaución cualquier discusión de fenómenos amorfos tales como movimientos para distinguir entre los puntos de vista de los integrantes y de los ajenos, de los que lo apoyan y de sus antagonistas, cada uno de los cuales pueden tener sus propios propósitos y agendas para su caracterización o miscaracterización.

## Tipología de los movimientos políticos
- - Categoría:Movimientos políticos por tema
  - Categoría:Movimientos políticos de Argentina
  - Categoría:Movimientos políticos de Chile
  - Movimiento, en España entre 1936 y 1975, se aplicaba de forma casi exclusiva, por antonomasia, al Movimiento nacional franquista.
  - Unión por un Movimiento Popular
  - Movimiento por Francia
  - Categoría:Movimientos anarquistas
  - Categoría:Movimientos de resistencia no violenta
  - Categoría:Movimientos independentistas
    - Movimiento de liberación nacional
    - Movimiento de Liberación Nacional Vasco
    - Categoría:Movimientos secesionistas en México

  - Movimiento humanista
  - Movimiento autónomo
  - Movimiento 19 de Abril (M-19)
  - Gobierno abierto